# Cenchritis muricatus
Cenchritis muricatus es un gasterópodo de la familia Littorinidae. Anteriormente era conocida como Tectarius muricatus. Es una de las especies de gasterópodos que se localiza frecuentemente en la zona litoral, asociado a sustratos rocosos. Esta especie de gasterópodo es marina.

## Clasificación y descripción
La especie Cenchritis muricatus alcanza a medir hasta 25 mm de longitud total. El color de la concha es gris claro, mientras que el interior es más obscuro. La concha está ornamentada con alrededor de 11 hileras globulosas, más espaciadas en la vuelta corporal. La columela presenta una muesca pequeña. El ombligo es liso, con una hendidura oblicua y el opérculo es pauciespiral. Esta especie de gasterópodo puede escalar superficies de rocas verticales hasta alturas de 14 m, en donde evita la desecación y sobrecalentamiento escondiéndose en las hendiduras de las rocas.

## Distribución
C.muricatus se distribuye desde el sur de Florida hasta el Caribe y también en Bermuda. En México se distribuye desde el Golfo de México hasta Quintana Roo.

## Hábitat
El molusco C. muricatus habita en la zona de rompiente, especialmente en la franja mesolitoral, ya sea arriba o debajo de las rocas. También se le puede localizar en arrecifes de coral con abundante vegetación.

## Estado de conservación
No se encuentra en ninguna categoría de protección, ni en la Lista Roja de la IUCN (International Union for Conservation of Nature) ni en CITES (Convención sobre el Comercio Internacional de Especies Amenazadas de Fauna y Flora Silvestres).